# 3T
 (janvier 2020).
Pour les articles homonymes, voir 3T (homonymie).
Les 3T sont un groupe de musique américain, composé de trois frères. Leur musique est de type pop, RnB, rock et soul. Ils ont sorti leur premier album, Brotherhood, en 1995. Le succès ne se fera pas attendre en Europe, particulièrement en France (où Brotherhood deviendra disque de platine). Le phénomène s'étendra jusqu'en Asie.

## Formation du groupe

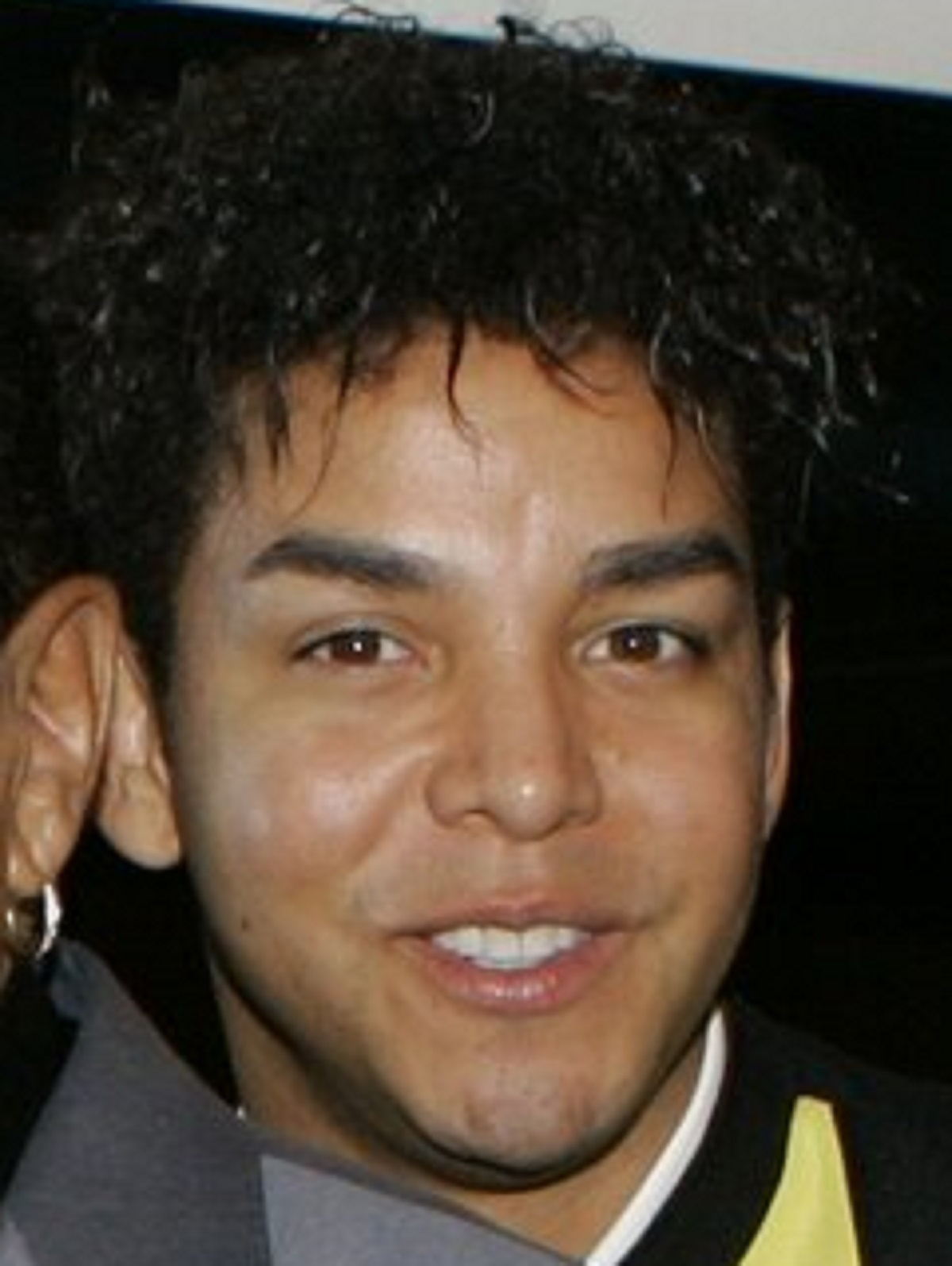
Taj Jackson, en 2007.

Le groupe 3T naît en 1994. Il est composé de trois frères :
- « Taj » Toriano Adaryll Jackson Jr. (né le 4 août 1973) ;
- Taryll Adren Jackson (né le 8 août 1975) ;
- « TJ » Tito Joe Jackson (né le 16 juillet 1978).

Ils font partie de la célèbre famille Jackson : ce sont les trois fils de « Tito » Jackson (1953-2024) et de son épouse « Dee Dee » Delores Vilmas Martes (1955-1994). Ce sont donc également les neveux de Michael (1958-2009) et de Janet Jackson.

## Carrière
Le groupe sort un premier album, Brotherhood, en 1995. Sur cet album, qui sera un grand succès (notamment en Europe) et se vendra à 3 millions d’exemplaires dans le monde, Michael Jackson enregistre le titre Why avec ses neveux. Il participe également à la chanson I Need You, sur laquelle il chante avec les chœurs. Brotherhood est dédié à leur mère « Dee Dee » Martes, disparue tragiquement en 1994,
Leur second album, intitulé Déjà Vu, aurait dû sortir en 1998. Mais à la suite d'un conflit avec leur ancienne maison de disques, Sony, il ne verra jamais le jour.
Un nouvel opus, Identity, paraît en 2004 et est édité en Europe principalement.
Une compilation intitulée 3T Meets The Family Of Soul sort ensuite en 2005.
Depuis, Taryll Jackson a annoncé vouloir se lancer en solo, chose qu'il a officiellement fait en 2012 avec son tout premier album intitulé My Life Without You.
En 2015, le groupe fait son retour en sortant un nouvel album intitulé Chapter III.
En 2019, « TJ » Jackson se lance également dans une carrière musicale en solo et sort deux singles, Insomnia le 6 septembre, et I Don't Deserve This le 15 novembre.
Quant à « Taj » Jackson, celui-ci est devenu photographe professionnel, réalisateur de clips vidéos, films et documentaires.

## Discographie

### Albums
- Brotherhood (1995)
- Identity (2004)
- 3T Meets The Family Of Soul (2005)
- Chapter III (2015)

### Singles
- Anything (1995)
- 24/7 (1995)
- Tease Me (1996)
- Why (avec Michael Jackson) (1996)
- I Need You (Michael Jackson dans les chœurs) (1996)
- Gotta Be You (1996)
- Eternal Flame (par Tomoya avec les 3T) (1997)
- Stuck on You (2003)
- Sex Appeal (2004)
- If You Leave Me Now (duo avec le groupe T-Rio) (2005)
- We Are the World 25 for Haiti (avec d'autres artistes) (2010)
- The Story Of Love (2015)
- Power of Love (2015)
- Fire (2018)